# 大開駅
大開駅（だいかいえき）は、兵庫県神戸市兵庫区水木通七丁目にある、阪神電気鉄道（阪神）神戸高速線の駅。駅番号はHS 37。
当駅前後の区間は神戸高速鉄道が第三種鉄道事業者の「東西線」として施設を保有しており、阪神電気鉄道は第二種鉄道事業者として営業を行っている。2010年の駅案内板等のリニューアル以後、駅出入口の案内板等では神戸高速鉄道の文字は一切なく、「阪神 神戸高速線 (HANSHIN KOBEKOSOKU LINE) 」と表記されている。

## 歴史

### 年表
- 1968年（昭和43年）4月7日：神戸高速鉄道の開通と同時に開業[1]。
- 1987年（昭和62年）4月1日：自動改札機設置。
- 1991年（平成3年）4月7日：山陽特急が通過するようになる（昼間：阪急3本、阪神3本、山陽普通4本）。
- 1995年（平成7年）
  - 1月17日：阪神・淡路大震災で被災[1]。中間柱の鉄筋が浜側に張り出す形で駅施設が崩壊し、地上の国道28号が陥没[1]。
  - 8月13日：軌道部のトンネル完成に伴い、大開駅を通過する形で、新開地駅 – 高速長田駅間運転再開[3]。

- 1996年（平成8年）1月17日：駅施設部が完成、1年ぶりに営業再開[3]。
- 1998年（平成10年）2月15日：山陽特急が停車再開（同日新設された直通特急は通過となる）（昼間：阪神特急2本、山陽特急2本、山陽普通4本）。
- 2001年（平成13年）3月10日：西元町駅と当駅にも停車する直通特急（2009年3月のダイヤ改正以降は須磨駅 - 阪神三宮駅間各駅停車で設定）が日中に設定される[4]（昼間：直通特急（黄）2本、阪神特急2本、山陽普通4本→2本）。
- 2009年（平成21年）9月1日：西改札新設。
- 2010年（平成22年）
  - 9月：駅名標を阪神電気鉄道が採用しているデザインに変更[5]。
  - 10月1日：この日までに駅名標を阪神電気鉄道が採用しているデザインに変更あわせて山陽電気鉄道と阪急電鉄の第二種鉄道事業廃止。山陽電気鉄道の列車の乗り入れおよび同社乗務員の阪神車への乗務は継続[6]。
- 2014年（平成26年）4月1日：駅ナンバリング導入[7]。

### 阪神・淡路大震災による被害

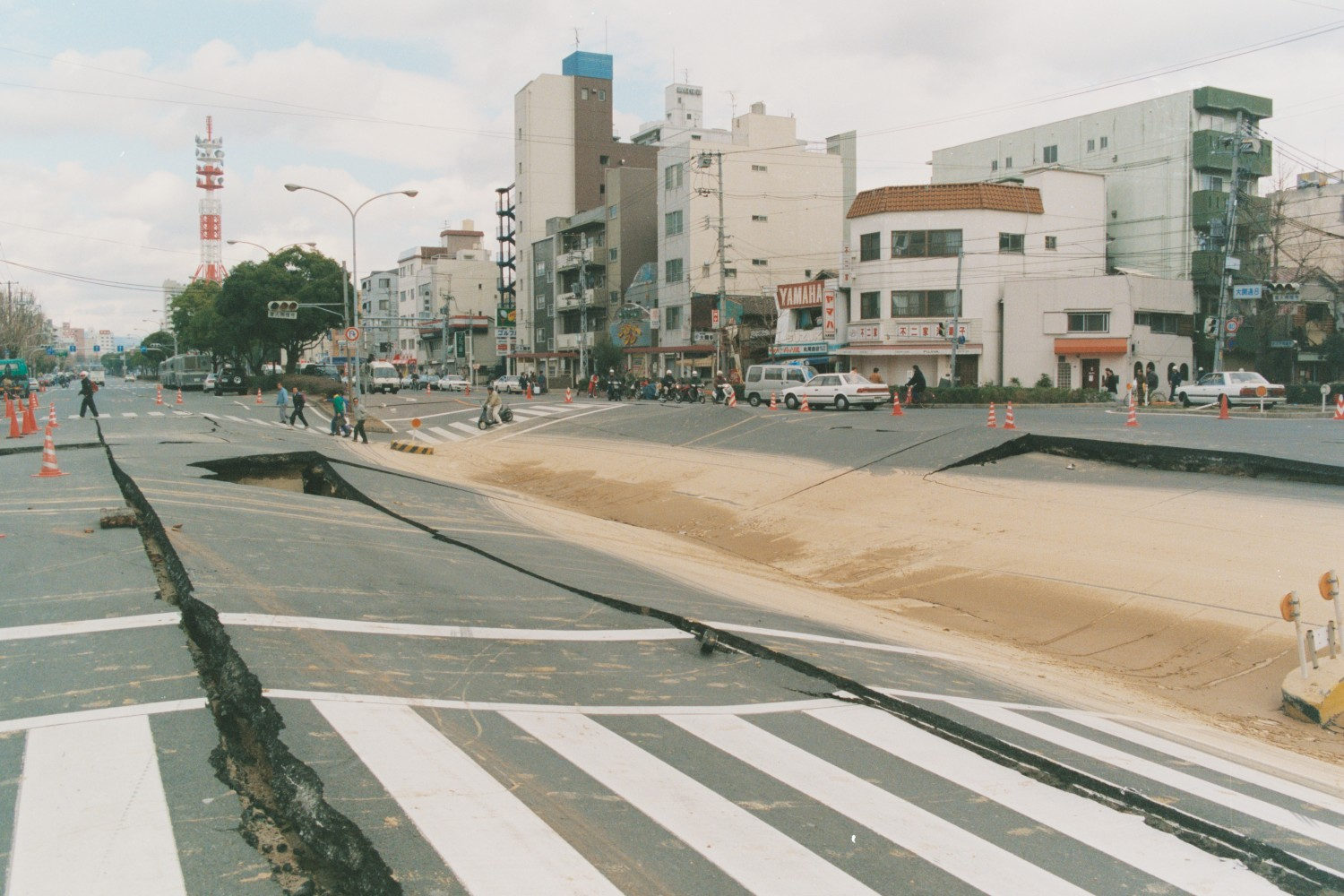
阪神・淡路大震災当時

1995年1月17日に発生した兵庫県南部地震（阪神・淡路大震災）により、当駅は甚大な被害を受けた。駅部延長120 mにわたって設置されている中間柱35本のうち、31本は完全に破壊され、残り4本は破壊寸前の状態となった。これにより天井板が崩壊してM字型に折れ曲がり、直上の国道28号も大きく陥没した。なお、東二見発阪急三宮行き特急（山陽5000系5022編成6両）は地震発生寸前に駅を通過しており難を逃れた。
佐藤工業の設計・施工にて復旧工事が行われることとなった。崩壊部分については、健全な床下板と軌道のみを流用し、それ以外の設備はいったん撤去して再構築することとなった。2月から鉄道施設耐震構造検討委員会への復旧計画提出と設計を始め、4月下旬からは撤去作業が開始された。6月上旬には、撤去完了した区域から再構築作業が開始され、7月29日までに1層部（駅ホーム部）の最後の躯体コンクリートが打設された。
設計は、鉄道施設耐震構造検討委員会による「阪神・淡路大震災に伴う鉄道復旧構造物の設計に関する特別仕様」に基づき、今回の地震の際にポートアイランド地下83 mで観測された波形（679ガル）により行われた。中間柱に過大な荷重を受け、コンクリートにひび割れや表面剥離を生じても、主鉄筋の大きな変形を拘束して破壊に至らないように対策を講じた。具体的には、中間柱は角型鋼管にコンクリートを充填した合成鋼管柱とし、側壁や上床板は鉄筋量を旧構造物比50 %増としている。
1層部の施工完了後、建築限界車による社内検査および8月10・11日の運輸省（現：国土交通省）による立ち入り検査を実施し、同月13日より通過扱いながら当駅を含む区間の運転を再開した。その後もコンコースなど2層部の復旧工事が行われ、翌年1月17日に当駅は営業を再開した。

## 駅構造
相対式ホーム2面2線を有する地下駅である。改札口・コンコースは地下1階、ホームは地下2階にある。改札口は東側の1か所のみだったが、2008年1月から2009年8月にかけて西改札口の新設工事が行われ、同年9月1日より営業を開始している。これにより、従来対応していなかった阪神なんば線九条駅 - 大阪難波駅間の連絡乗車券が西改札口のタッチパネル式自動券売機で発券できるようになった。なお東改札口においても、券売機更新により大阪難波駅までの連絡乗車券が発券できるようになっている。西改札口側の地上への出入口は北側のみ設置されている。
エレベーターは東口の北側に地上から改札への1基と改札内の上下ホームに各1基設置されている。トイレは東改札内にある。かつて駅東側に渡り線があったが撤去されている。

### のりば
| 番線 | 路線        | 方向 | 行先         |
| ---- | ----------- | ---- | ------------ |
| 1    | ■神戸高速線 | 上り | 大阪梅田方面 |
| 2    | ■神戸高速線 | 下り | 山陽姫路方面 |

- 実際には構内に上記ののりば番号表記はないが、公式サイトの構内図ならびにスマートフォン向けアプリ「阪神アプリ」の行先表示機能では、梅田方面が1番線、姫路方面が2番線とされている。

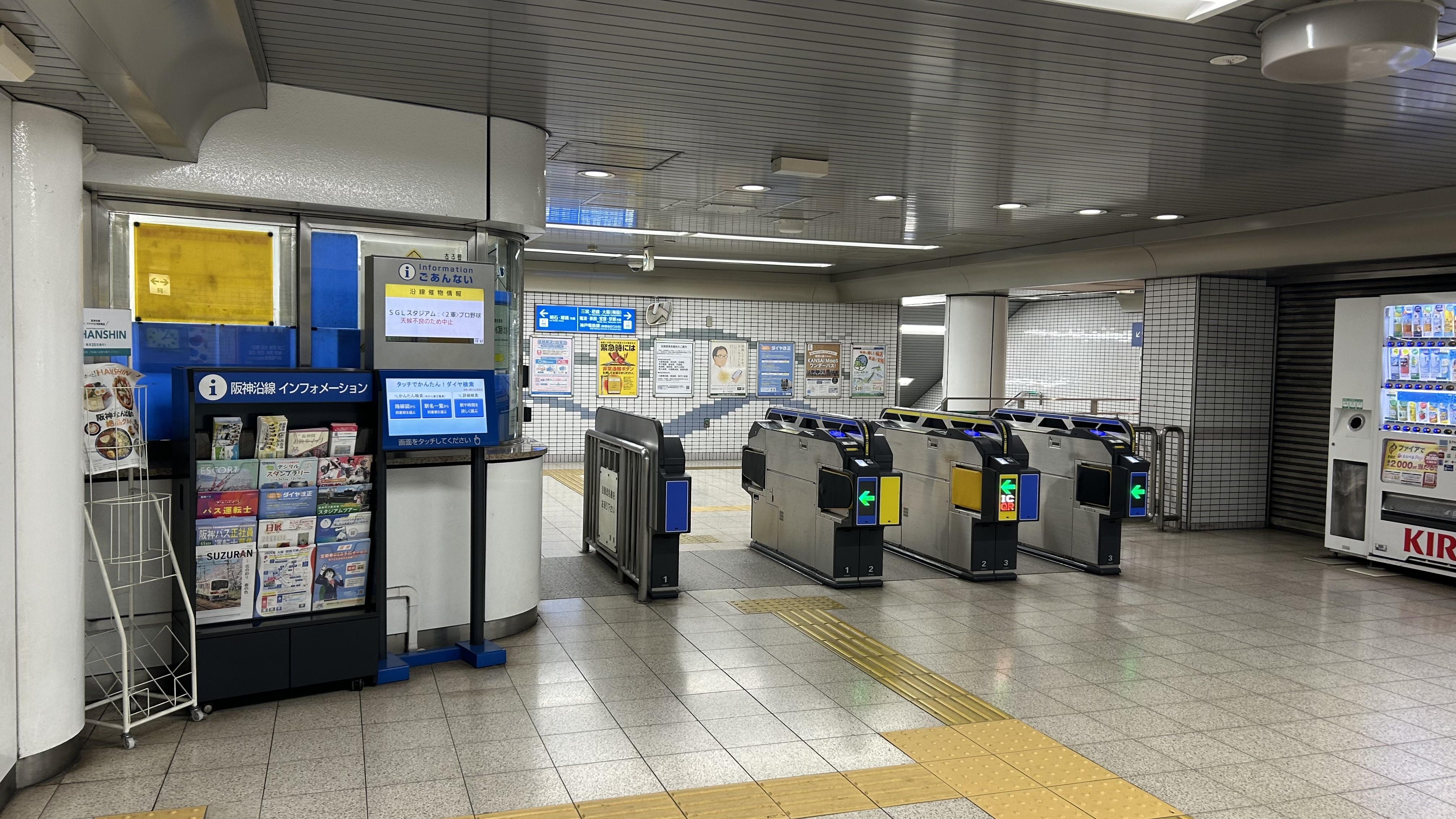
東改札口
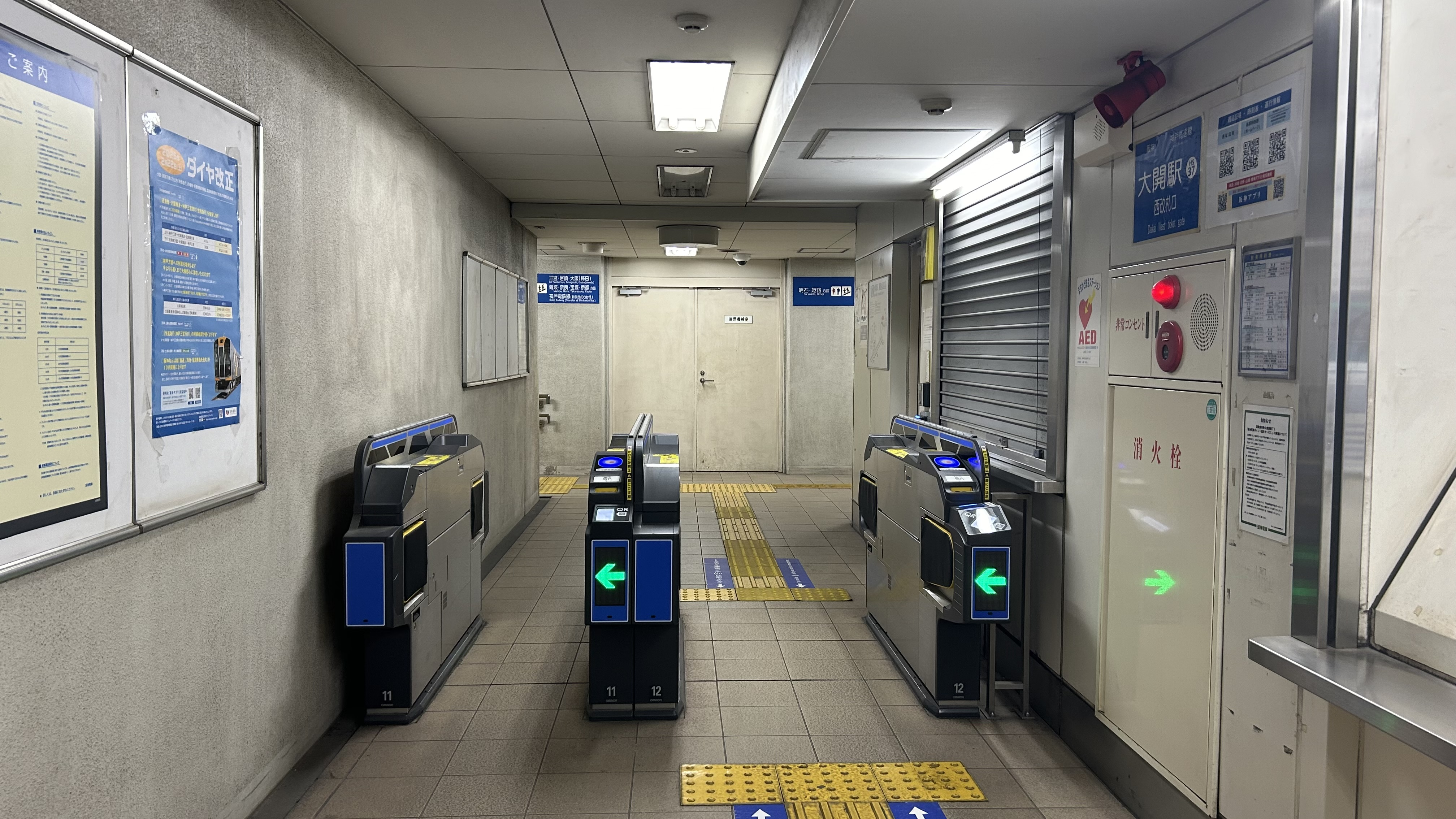
西改札口
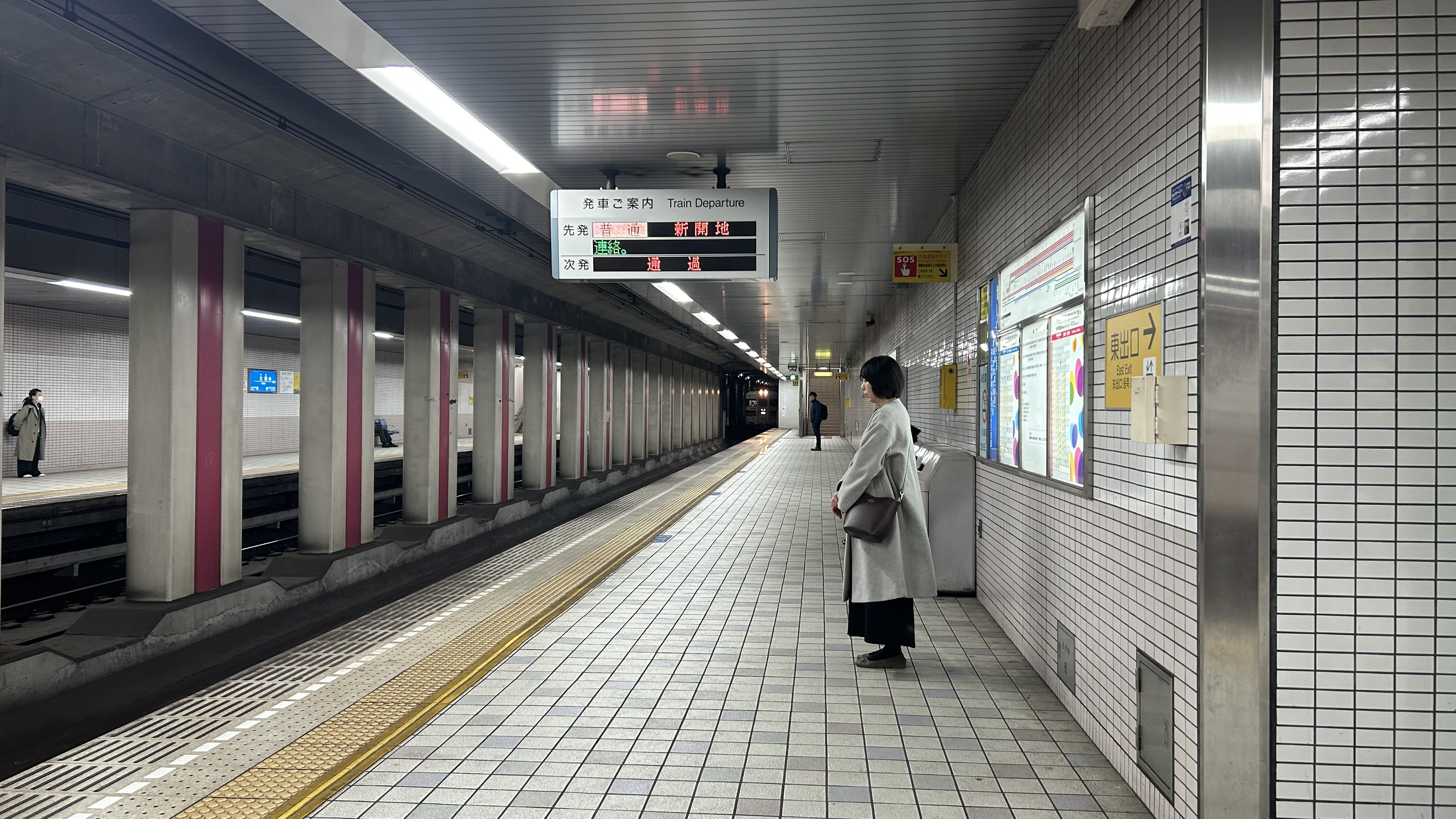
大阪方面ホーム
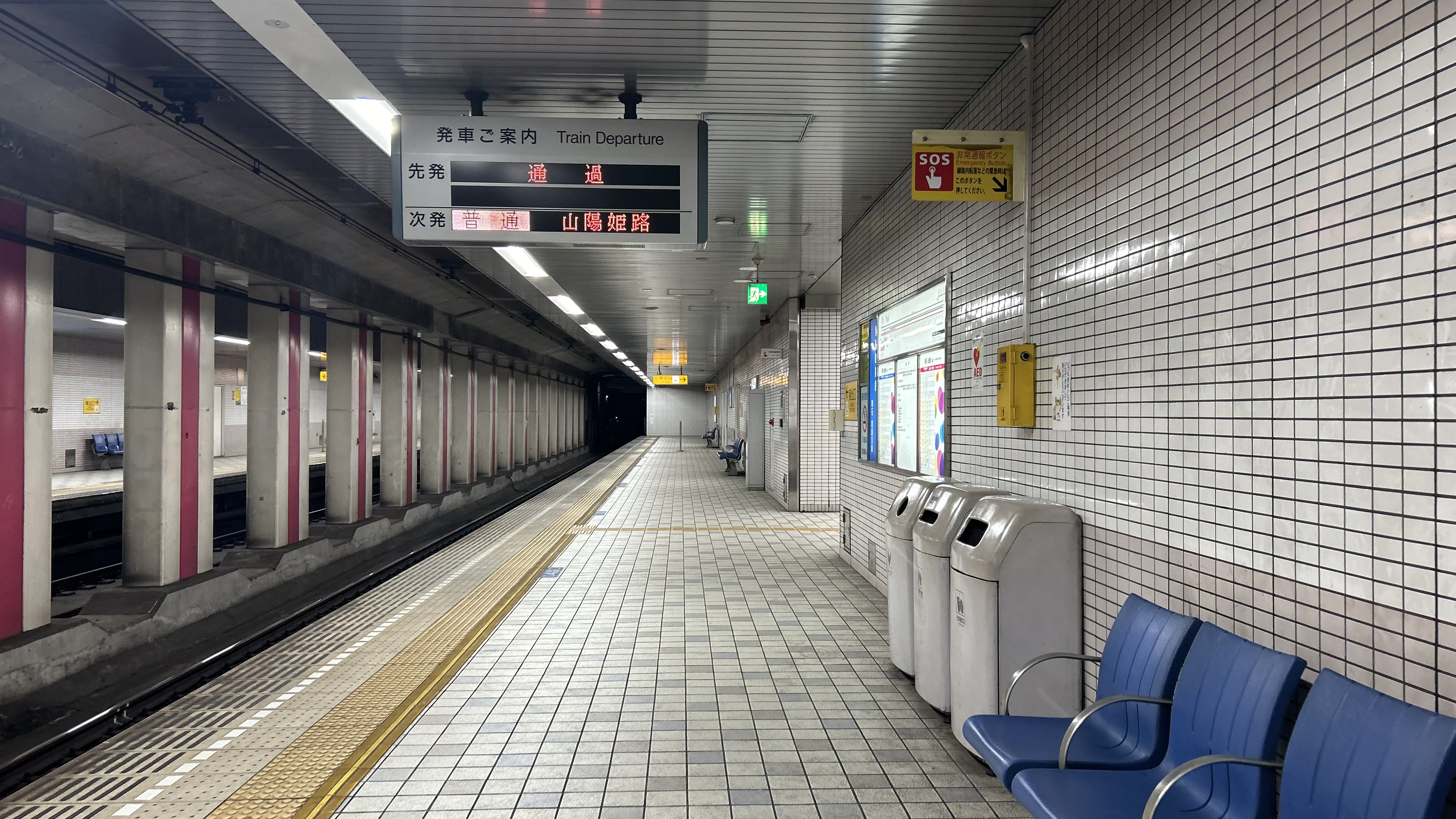
西代方面ホーム
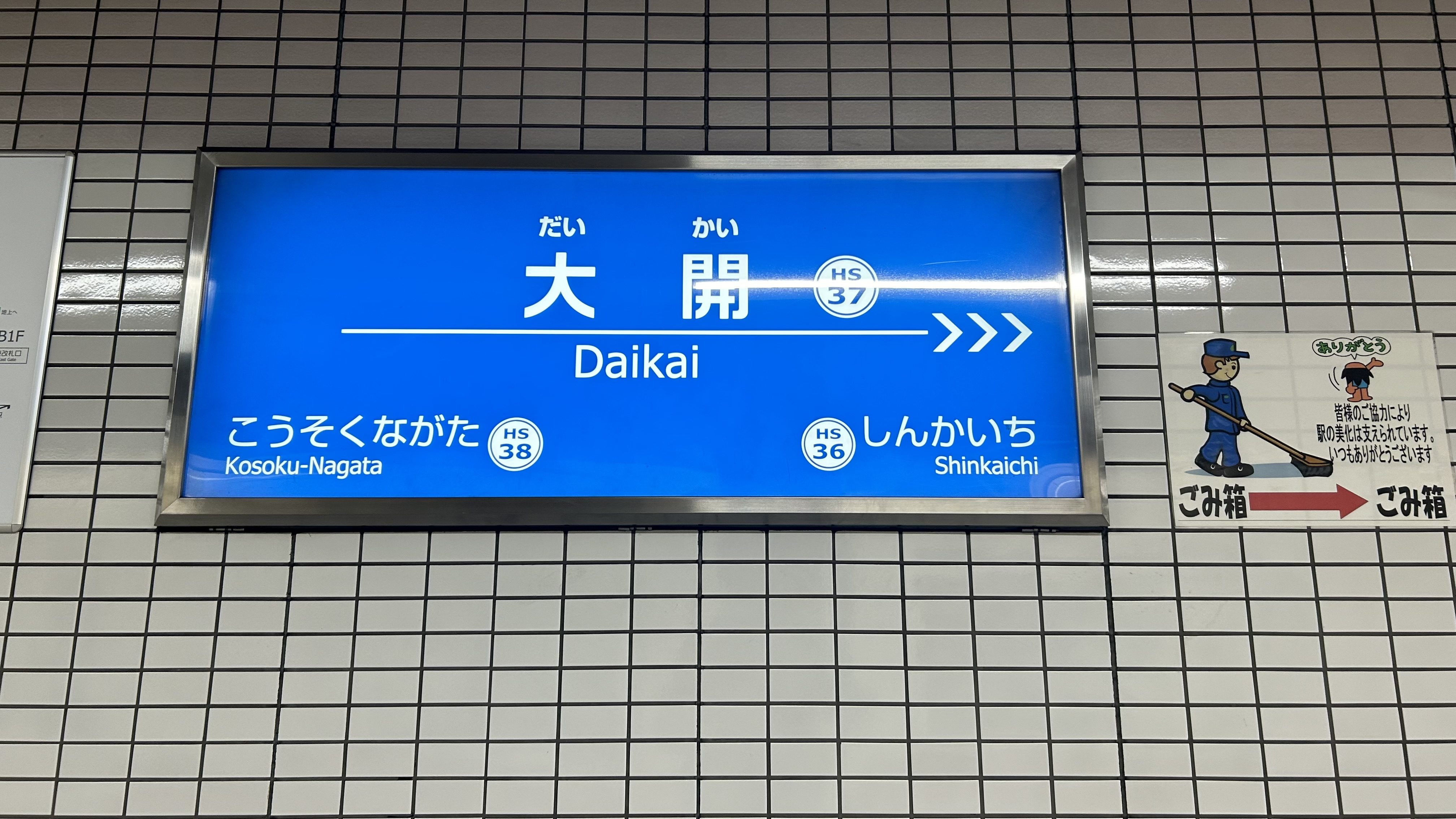
駅名標

## 利用状況
近年の1日平均乗車人員は下表のとおりである。
| 年度               | 1日平均 乗車人員 |
| ------------------ | ---------------- |
| 2007年（平成19年） | 2,669            |
| 2008年（平成20年） | 2,660            |
| 2009年（平成21年） | 2,556            |
| 2010年（平成22年） | 2,899            |
| 2011年（平成23年） | 2,648            |
| 2012年（平成24年） | 2,699            |
| 2013年（平成25年） | 2,795            |
| 2014年（平成26年） | 2,688            |
| 2015年（平成27年） | 2,847            |
| 2016年（平成28年） | 2,800            |
| 2017年（平成29年） | 3,189            |
| 2018年（平成30年） | 3,019            |
| 2019年（令和元年） | 3,112            |
| 2020年（令和02年） | 2,353            |
| 2021年（令和03年） | 2,753            |
| 2022年（令和04年） | 2,899            |

== バス路線 ==　
- 神戸市バスの複数系統が大開駅前バス停を発着するが運行時間に限りがあったり本数が少ないため注意が必要

## 駅周辺
駅北側東西の地名は「水木通」である。漫画家水木しげる（本名・武良茂）の「水木」はこの地名に由来する。水木はかつてこの地に住みアパート「水木荘」を経営しており、そのため「水木さん」と当時の関係者から呼ばれていたことからペンネームとしたものである。
- 西日本旅客鉄道（JR西日本）山陽本線（JR神戸線・和田岬線） 兵庫駅[1]（南400 m）
- 神戸市営地下鉄西神・山手線 上沢駅[1]（北300 m）
- 県営大開団地
- 生田神社兵庫宮
- 神戸中道郵便局
- 神戸大開通郵便局
- 神戸塚本郵便局
- 神戸市立水木小学校
- 大開ビル南館

== バス路線 ==　
- 神戸市バスの複数系統が大開駅前バス停を発着するが運行時間に限りがあったり本数が少ないため注意が必要

## 特記事項
- 自動体外式除細動器 (AED) が設置されている。
- 1980年代後半までは、平日昼間でも1時間に14本程度（阪急3本、阪神3本、山陽特急4本、山陽普通4本）の乗車チャンスがあり、JR発足時点での兵庫駅（1時間8本）の倍近くあったが、1991年以降は乗車チャンスが減少する一方で、2009年3月改正でさらに削減された結果、平日昼間に停車する列車は1時間に6本（直通特急（黄）2本、阪神特急2本、山陽普通2本）となり、近接する兵庫駅（1時間12本（快速4本、普通8本））との格差が広がる形となった。
- 神戸高速鉄道開業当時の駅プラットホームの設計思想として、駅ごとに壁面タイルや中間柱の色が設定され、当駅は、壁面タイルが緑みがかった藍色、中間柱はアイボリーであった。また、壁面のタイル上部モルタルの表面仕上げは黄土色であった。震災後、駅全体で白を基調とした意匠が採用され、中間柱に用いられた3連式鋼管柱の中央にアクセントとして赤の塗装がなされている。
- かつて、駅の東側に手動操作式の非常渡り線が存在したが、現在は撤去されている。

## 隣の駅
阪神電気鉄道
神戸高速線
■直通特急（種別幕が赤）
通過
■直通特急（種別幕が黄■（神戸三宮駅 - 板宿駅間の各駅に停車））・■特急・■S特急・■普通
新開地駅(HS 36) - 大開駅 (HS 37) - 高速長田駅 (HS 38)